# Гребенщиков, Кирилл Юрьевич
Кири́лл Ю́рьевич Гребенщико́в (род. 22 июня 1972, Москва, СССР) — российский актёр театра, кино и телевидения.

## Биография
Кирилл Гребенщиков родился 22 июня 1972 года в Москве, в актёрской семье. Отец — Юрий Сергеевич Гребенщиков (1937—1988), родом из Свердловска, актёр Московского драматического театра имени К. С. Станиславского, театра на Таганке, театра «Школа драматического искусства». Мать — Наталия Фёдоровна Орлова (1939—2018), родом из Москвы, актриса Московского драматического театра имени К. С. Станиславского, преподавала во ВГИКе на курсе Сергея Соловьёва. Дед (по линии матери) — Фёдор Пантелеймонович Орлов (1903—1977), до Великой Отечественной войны (1941—1945) работал журналистом в газете «Вечерняя Москва», в начале войны из-за возраста и наличия двух малолетних детей мобилизации не подлежал и ушёл на фронт добровольцем в составе 4-й Московской стрелковой дивизии народного ополчения Куйбышевского района, был в немецком плену, затем бежал, примкнул к французскому сопротивлению, по возвращении был осуждён по статье 58 УК РСФСР и отсидел десять лет (1944—1954) в советских лагерях, после освобождения работал в московской газете «Ленинское знамя».
После окончания средней общеобразовательной школы в 1989 году Кирилл поступил на постановочный факультет Школы-студии МХАТ, где готовили художников-технологов сцены, и отучился там два года.
В 1991 году поступил, а в 1995 году окончил актёрский факультет Школы-студии (института) имени Вл. И. Немировича-Данченко при Московском Художественном академическом театре имени А. П. Чехова (руководитель курса — Алла Борисовна Покровская).
После окончания института два года служил в Московском драматическом театре имени К. С. Станиславского. Короткое время в конце 1997 года работал в МТЮЗе.
В 1997 году поступил в актёрскую лабораторию при московском театре «Школа драматического искусства» под руководством Анатолия Александровича Васильева. Сотрудничает с театром по настоящее время.
В 1998—1999 годах вёл на телеканале «Культура» передачу «Чудо-сказка».
Первый киноопыт состоялся в 1992 году — в эпизодической роли в художественном фильме «Русский роман». В 1998 году снялся в эпизодической роли юнкера в историко-драматическом художественном фильме «Сибирский цирюльник» режиссёра Никиты Михалкова. С 2004 года начал активно сниматься в кино и сериалах. Играет в антрепризе.

### Личная жизнь
- Жена — Ольга Гребенщикова 
  - Дочь — Полина Кирилловна Гребенщикова (род. 1994), училась во ВГИКе, увлекается фотографией[2].

## Творчество

### Московский драматический театр имени К. С. Станиславского
- «Чёрный человек»
- «Томас Бекет»
- «Начало»
- «Дачники»

### Театр «Школа драматического искусства» (Москва)
- «Пушкинский утренник»
- «Моцарт и Сальери / Requiem»
- «Из путешествия Онегина»
- «Илиада. Песнь 23-я»
- «Каменный гость, или Дон Жуан мёртв»
- «Каин»
- «Вишнёвый сад»

#### Лабораторные работы и проекты
- «Товарищи в искусстве дивном…»
- «Три сестры» Фестиваль в Дельфах (2000)
- «Государство» Фестиваль в Дельфах (2000)
- «Мизантроп» Совместно с театром «Тень» (2001)
- «Пир» Фестиваль в Дельфах (2001)
- «Улисс. Извлечение корня времени»
- «Смерть дикого воина»

#### Участие в гастрольных поездках театра
- Греция, Дельфы (2000, 2001, 2006)
- Италия, Рим (2000)
- Венгрия, Будапешт (2002)
- Япония, Сизуока (2004)
- Португалия, Порту (2004)
- Грузия, Тбилиси (2005)
- Бельгия, Антверпен (2005)
- Франция, Париж и Авиньон (2006)
- Нидерланды, Амстердам (2006)

### Фильмография
1. 1992 — Русский роман — эпизод
2. 1992 — АБВГД Ltd — Макс
3. 2004 — Место под солнцем — Кузьменко, следователь
4. 2005 — Аэропорт — Виктор
5. 2005 — Гражданин начальник 2 — Ипполит
6. 2005 — Студенты — Трунов, врач
7. 2006 — Важнее, чем любовь — Алексей, муж Вероники, детский писатель
8. 2006 — Братья Карамазовы — Иисус Христос
9. 2007 — Последняя репродукция — Фёдор Лосев, провинциальный художник
10. 2007 — Морозов — Виктор Степанов
11. 2007 — Судебная колонка — Вадим
12. 2007 — Тридцатилетние — Павел Пуховский
13. 2008 — Ваша остановка, мадам! — Николай
14. 2008 — Новая жизнь сыщика Гурова — Гойда
15. 2008 — Одна ночь любви — отец Иоанн
16. 2008 — Похождения нотариуса Неглинцева — Тихон
17. 2008 — Дети белой богини — Герман Горанин
18. 2008 — Доярка из Хацапетовки 2. Вызов судьбе — Василий Александрович Чернышов
19. 2009 — Лабиринты лжи — Константин Злотников
20. 2009 — Танго с ангелом — Сергей Забродин, журналист
21. 2009 — Варенька. Продолжение — Сергей Кашин, адвокат, любовник Эльвиры
22. 2009 — Вторые — Астахов, полковник НКВД
23. 2009 — Голос матери — Давид
24. 2009 — Когда на юг улетят журавли… — Пётр Журбин
25. 2009 — Серафима прекрасная — Виктор Зорин
26. 2010 — Дом малютки — Лёва, приёмный сын директора Дома малютки Анфисы Андреевны
27. 2010 — Такая обычная жизнь — Тимур Каримов
28. 2010 — Голубка — Юрий Кузнецов
29. 2010 — Любовь Надежды — Павел
30. 2010 — Варенька. И в горе, и в радости — Сергей Кашин, адвокат, любовник Эльвиры
31. 2010 — Последняя минута — Михаил
32. 2010 — Доярка из Хацапетовки 3 — Василий Чернышов
33. 2011 — В ожидании любви — Евгений Константинович Васнецов, скульптор
34. 2011 — Весна в декабре — Костя
35. 2011 — Русская наследница — Филипп
36. 2011 — Дар — Потапов, миллионер
37. 2011 — Фантом — Сергей Кочубей, подполковник, старший оперуполномоченный по особо важным делам военной контрразведки ФСБ России
38. 2011 — Единственный мой грех — Геннадий Кузнецов, капитан милиции
39. 2011 — Подстава — Ванёк Самарин
40. 2012 — Осенний лист — Андрей
41. 2012 — Лорд. Пёс-полицейский — Артём Рудин, майор полиции, следователь убойного отдела
42. 2013 — Долгий путь домой — Борис
43. 2013 — Найти мужа в большом городе — Игорь Осипов
44. 2013 — Тамарка — Геныч
45. 2013 — Ожерелье — Юрий
46. 2013 — Деньги — Вадим
47. 2013 — Сезон любви — Вадим
48. 2014 — Замок на песке — Кирилл
49. 2014 — Слабая женщина — Виктор Сергеевич
50. 2014 — Тени прошлого — Дмитрий
51. 2014 — Две зимы и три лета — Пётр и Григорий Пряслины, братья-близнецы
52. 2014 — Тест на беременность — Андрей Павлович Лазарев, врач-неонатолог
53. 2015 — Последняя жертва Анны — Дмитрий Александрович Савчук, руководитель Бюро аудита и консалтинга «Аудит-сервис», муж Галины Кирилловны, начальник и друг Анны Андреевны Дымовой
54. 2015 — Гражданка Катерина — Степан
55. 2015 — Двойная сплошная — Владимир
56. 2015 — Пороги — Егор Денисов
57. 2015 — Тайны города Эн — Григорий Феликсович Шацкий
58. 2017 — Анна Каренина. История Вронского — Сергей Алексеевич Каренин (Серёжа, тридцать лет спустя), сын Анны Аркадьевны и Алексея Александровича Карениных, военный врач, начальник госпиталя
59. 2017 — Как извести любовницу за 7 дней — Артём
60. 2017 — Исчезнувшая — Игорь Пашков
61. 2017 — Зеркала любви — Владимир Волгин, бизнесмен
62. 2017 — Ученица Мессинга — Валерий Григорьевич Мишунов, майор, начальник Дома офицеров города ЧеремхОво (Иркутская область)
63. 2017 — Портрет второй жены — Сергей, начальник службы безопасности бизнесмена Юрия Ратникова
64. 2018 — Училка — Дмитрий Геннадьевич Воронин, следователь
65. 2018 — Жертва любви — Виктор
66. 2018 — Нарисованное счастье — Георгий Соболев, врач, заведующий отделением
67. 2018 — Психология любви — Всеволод, бывший муж Вероники
68. 2019 — Бабочки и птицы — Виктор Александрович Рыбалин, химик, новый главный технолог компании по производству косметической продукции
69. 2019 — Тест на беременность 2 — Андрей Павлович Лазарев, врач-неонатолог
70. 2019 — Поздний срок — Олег Николаевич Ильин, следователь
71. 2019 — Заступники — Борис Аркадьевич Серебренников, известный советский адвокат, сотрудник Филиала № 1 Московской областной коллегии адвокатов, муж Нины Метлицкой[2][3][5]
72. 2019 — По ту сторону счастья — Борис Анатольевич Кузнецов, владелец рыбной фермы, бывший муж Людмилы, отец Димы
73. 2020 — Соната для горничной — Игорь Алексеевич Шарапов, квартиросъёмщик в Москве, бывший муж Елены, отец Лики
74. 2020 — Закрытый сезон — Евгений Михайлович Левин, врач-эпидемиолог из Москвы / Джек[6]
75. 2020 — Анатомия сердца — Воскресенский
76. 2021 — Лучшая подруга — Олег
77. 2021 — Я всё начну сначала — Дмитрий
78. 2021 — Наперекор судьбе — Кирилл Геннадьевич Вислов, майор, следователь СК
79. 2021 — Солнце будет завтра — Вальтер
80. 2022 — Потерянная жизнь — Виталий Тарасов
81. 2022 — Такси под прикрытием  — Васецкий
82. 2022 — Тест на беременность — Андрей Лазарев
83. 2022 — Ты моя мама? — Александр Углов, врач-педиатр
84. 2023 — Расправляя крылья — Роговой
85. 2023 — Тест на беременность — Андрей Лазарев
86. 2024 — Письмо в будущее — Олег Фёдоров
87. 2024 — Многогранники — Юрий
88. 2024 — Четыре четверти — папа Маши
89. 2024 — Редкая птица — Роговой
90. 2024 — Наследники. Дар крови — Безрукий
91. 2025 — Разящий луч — Валентин Сергеевич Семагин

### Озвучивание книг
1. 2005 — «Кошмарный случай», Грин Грэм
2. 2007 — «Властелин колец. Братство Кольца», Джон Толкин
3. 2007 — «Властелин колец. Две крепости», Джон Толкин
4. 2010 — «Падение Дома Ашеров», По Эдгар Аллан
5. 2020 — «Страдания юного Вертера», Гёте Иоганн Вольфганг [7]

### Озвучивание компьютерных игр
1. 2018 — «League of Legends» — Свейн

### Награды
- 2012 — лауреат премии ФСБ России в номинации «Актёрская работа» (2-я премия) — за роль офицера военной контрразведки подполковника Сергея Кочубея в телесериале «Фантом».

## Интервью
- Кирилл Гребенщиков: «Я хочу отвечать за каждую секунду, которую произвожу в кадре» (часть 1) // brightstories.ru
- Кирилл Гребенщиков: «Я хочу отвечать за каждую секунду, которую произвожу в кадре» (часть 2) // brightstories.ru